# Puente de Picos
Puente de Picos är en ort i Mexiko.   Den ligger i kommunen Cajeme och delstaten Sonora, i den nordvästra delen av landet, 1 400 km nordväst om huvudstaden Mexico City. Puente de Picos ligger 46 meter över havet och antalet invånare är 281.
Terrängen runt Puente de Picos är platt, och sluttar västerut. Runt Puente de Picos är det ganska tätbefolkat, med 80 invånare per kvadratkilometer. Närmaste större samhälle är Ciudad Obregón, 6,5 km söder om Puente de Picos. Trakten runt Puente de Picos består till största delen av jordbruksmark.